# Tomato spotted wilt virus
Tomato spotted wilt virus (TSWV) er en virusart i slægten tospovirus, som er en del af familien Bunyaviridae. 
TSWV blev første gang beskrevet i Australien i 1915 og blev i 1930 bestemt som værende en virus. Tomato spotted wilt virus forblev det eneste medlem af slægten indtil 1989, hvor andre plantevirus blev bestemt til at tilhøre samme slægt. Efter at der blev udarbejdet genetiske karakteristikker af flere virus-arter, så blev TSWV indplaceret i den nyoprettede slægt tospovirus.
Virus overføres af trips og der er beviser for, at flere arter af trips kan overføre virus. Virus overføres til planten via spyt, når trips æder af planterne, som de lever af. Der er en klar sammenhæng mellem TSWV og bestemte arter af trips. For andre arter af tospovirus er der sammenhænge med andre arter af trips.
Tomato spotted wild virus er udbredt i store dele af verden og kan inficere afgrøder som aubergine, bønne, agurk, salat, jordnød, blomkål, bladselleri, peber/chili, kartoffel, spinat, tobak og tomat.
I alt kan virus inficere over 1000 arter i over 85 familier.
Inficerede planter får pletter og visner i toppen, nogle af pletterne er bronzefarvede og frugt kan være uens modnet og have en ujævn overflade.